# Centurio Wiebel
Centurio Wiebel (* 23. Januar 1616 in St. Joachimsthal in der Oberlausitz; † 9. August 1684 in Dresden) war ein kursächsischer Hofmaler.

## Leben und Wirken
Am 29. September 1652 ernannte der damalige Kurprinz Johann Georg II. von Sachsen Wiebel zu seinem persönlichen Maler, für ein Salär von 100 Gulden jährlich nebst Sondervergütungen. Diese Tätigkeit übte Wiebel fast bis zu Kurfürst Johann Georgs II. Tod im Jahre 1680 aus.
Zu Beginn seiner Dresdner Tätigkeit musste Wiebel im November 1655 sowie im Juli 1656 um den Schutz seines herrschaftlichen Auftraggebers gegen Anfeindungen aus der Dresdner Malerinnung bitten. Zu jener Zeit malte Wiebel auch einige Bilder für den Herzog Julius Heinrich von Sachsen-Lauenburg sowie dessen Sohn Franz Erdmann. Ab 1661 konzentrierte Wiebel seine Arbeit auf Aufträge seines Kurfürsten.
Auch an der Ausmalung der Berg- und Lusthauses der Hoflößnitz in der Oberlößnitz war er beteiligt, zusammen mit Christian Schiebling.
Nach dem Amtsantritt von Johann Georg III. erstellte Wiebel auch von diesem mehrere Gemälde.
Wiebels Grabstätte sowie die seiner Frau Anna Sibylla († 1682) lag in einem Schwibbogen (Erbbegräbnis) der gotischen Frauenkirche, ausgeschmückt von Samuel Bottschildt mit den Brustbildern der Eheleute sowie einer Darstellung des Auferstandenen. Dies alles ist verschollen.

## Werke (Auszug)
- Bildnis von Hofrat Maximilian Ferdinand Hoë von Hoënegg (1622–1657), gestochen von J. C. Höckner.
- Brustbild von Herzog Moritz (1619–1681), gestochen 1658 von Johann Dürr und J. C. Höckner.
- Brustbild von Geheimrat Johann Georg von Oppel († 1661), gestochen um 1662 von J. C. Höckner.
- Zahlreiche Miniaturporträts der kursächsischen Familie für sogenannte „Conterfait-Büchsen“ als Geschenke (bis zu 18 pro Jahr, jedes mit 5 bis 8 Talern vergolten).
- Kniestück von Kurfürst Johann Georg II. im Harnisch (oft Heinrich Wilhelm Schober zugeordnet).
- Bildnis von Prinz Johann Georg III. im Museum Bautzen.
- Porträt von Kurfürst Johann Georg III. mit braunem Hund.
- Lebensgroßes Kniestück von Kurfürst Johann Georg III. fast von vorn.